# Список действующих чемпионов Impact Wrestling
Impact Wrestling — американская федерация рестлинга, созданная 10 мая 2002 года, основанная Джеффом и Джерри Джарреттами. Базируется в городе Нашвилл штат Теннесси Соединённые Штаты Америки. В данный момент в федерации действуют пять официальных чемпионских титула. Три одиночных чемпионата: титул мирового чемпиона Impact, женский титул нокаутов и титул чемпионов полутяжеловесов X Дивизиона, в командном дивизиона действуют командное чемпионство мира и командное чемпионство нокаутов.
По партнёрским соглашениям между Impact Wrestling и такими промоушенами как All Elite Wrestling, Major League Wrestling, Border City Wrestling, Lucha Libre AAA Worldwide, National Wrestling Alliance, New Japan Pro-Wrestling, Ohio Valley Wrestling и Pro Wrestling Noah, чемпионаты данных промоушенов иногда защищаются на различных шоу от Impact Wrestling. Так же чемпионаты Impact Wrestling могут защищаться на различных шоу партнёров.

## Чемпионские пояса Impact Wrestling
Титул Чемпиона мира в тяжёлом весе (англ. Impact Wrestling World Heavyweight Championship) является главным титулом федерации. До мая 2007 года TNA имели контракт с NWA, согласно которому в TNA разыгрывались титулы NWA. После окончания контракта TNA создали свои титулы. Первым TNA Чемпионом мира в тяжёлом весе стал Курт Энгл, победивший на празднике рестлинга Sacrifice 2007 Кристиана (действующего на тот момент Чемпиона NWA) и Стинга в трёхстороннем матче. В данный момент Чемпионом Мира в тяжёлом весе является Остин Эриес .
Титул Чемпиона Икс-дивизиона (англ. Impact Wrestling X Division Championship) является второстепенным титулом федерации. Титул был основан вместе с самим Икс дивизионом на втором еженедельном PPV от TNA. В тот день «Феноменальный» Эй Джей Стаилз победил в четырёхстороннем матче Психоза, Джерри Лина и Лоу Ки.
В данный момент титул Чемпиона Икс Дивизиона является Eddie Edwards
Как писалось ранее, титулы Чемпионов мира в командных боях (англ. Impact Wrestling World Tag Team Championship) появились после окончания контракта TNA с NWA. На празднике рестлинга Sacrifice 2007 Команда 3D (действующие на тот момент Чемпионы NWA) победили команду Скотта Штайнера и Томко и команду Хомисайда и Эрнандеса в трёхстороннем матче. 17 мая 2007 года Команда 3D была названа первыми TNA Чемпионами в парных боях. В данный момент Чемпиономи Мира в командных боях являются Decay (Abyss and Crazzy Steve) .
Титул Гранд-чемпиона (англ. Impact Grand Championship). Первоначально титул именовался как Чемпион Легенд (англ. TNA Legends Championship). Первым обладателем стал сам создатель титула Букер Ти. 29 октября 2009 года Эрик Янг (действующий на тот момент чемпион) переименовал титул, и он стал называться TNA Global Championship. 29 июля 2010 года действующий на тот момент чемпион Эй Джей Стаилс в очередной раз переименовал титул в Телевизионное чемпионство. В данный момент Королём является Илай Дрейк.
В сентябре 2007 года в TNA появился полноценный женский дивизион (или Дивизион нокаутов (англ. Knockout Division)). На празднике рестлинга Bound for Glory 2007 Гейл Ким победила Мисс Брукс, Кристи Хемми, Невероятную Конг, Рокси Лаво, Талию Медисон, Шели Мартинес, Джеки Мур, ОДБ и Энджел Вильямс (Анжелина Лав) и стала первым обладателем титула Чемпионки нокаутов (англ. Impact Wrestling Knockout Championship). В данный момент Чемпионкой Нокаутов является Sienna.

## Действующие чемпионы Impact Wrestling на16июля2025года
|  |  |

|  |  |

|  |  |

|  |  |

### Комментарии
1. ↑  В рамках партнёрских соглашения между Impact Wrestling и All Elite Wrestling титул был завоёван не передачи от AEW
2. ↑  Кристиан Кейдж не является постоянным рестлером ростера Impact Wrestling